# Луций Корнелий Лентул (консул-суффект 38 года до н. э.)
Луций Корнелий Лентул (лат. Lucius Cornelius Lentulus; (умер после 38 года до н. э.) — римский военный и политический деятель.
Луций Корнелий Лентул, возможно, являлся сыном Гнея Корнелия Лентула Марцеллина (консула 56 года до н. э.), и Фабии. Был вторым мужем Скрибонии, позже — жены Октавиана Августа, имел от неё двух сыновей и дочь. В 38 году до н. э. занимал должность консула-суффекта.
Некоторыми исследователями ассоциируется с претором Луцием Корнелием Лентулом Крусцеллионом, заявившим, что распределение провинций, произведенное Антонием, недействительно.